# Nissan Silvia
El Nissan Silvia (japonés: 日産・シルビア Nissan Shirubia?) es un automóvil deportivo producido por el fabricante japonés Nissan, primero entre los años 1964 y 1968 y luego entre 1974 y 2002. Tiene motor delantero, tracción trasera y existió con carrocerías cupé, hatchback y descapotable. El Silvia es muy utilizado en drifting y fue utilizado en el Campeonato Japonés de Gran Turismo y en el Campeonato Mundial de Rally.
Los principales competidores que hacían frente al Nissan Silvia eran el Honda Prelude, Mazda MX-5, Toyota Celica, Mitsubishi Eclipse, Isuzu Impulse, Subaru Impreza y Honda Integra.
Aunque los modelos recientes han compartido este chasis con otros vehículos es un coche mayormente usado para drift.
Producidos por Nissan (especialmente el 200SX europea y norteamericana 240SX en los S13 y S14 generaciones y 180SX en el mercado japonés), el nombre de Silvia no es intercambiable con los códigos del chasis.

## Primera generación (CSP311)
El Nissan Silvia CSP311, en su primera generación, hizo su debut ante el público en el Salón del Automóvil de Tokio de 1964, en septiembre, bajo la denominación «Datsun cupé 1500». Era un cupé construido artesanalmente basado en la variante descapotable del Datsun Fairlady, estilizado por Albrecht Goertz. Su apariencia era similar a la del Lancia Fulvia cupé. El CSP311 tenía un motor 1.6 de 96 CV de la serie de motores Nissan R. Dicho motor montaba unos carburadores SU de doble cuerpo. Su producción se detuvo en 1968 con 554 unidades fabricadas artesanalmente, lo que encarecía sus precios. La mayoría de ejemplares permanecen en Japón, pero se conoce de 49 unidades que se exportaron a Australia y otras 10 que están repartidas por otros países.
La escasez de producción y el tedioso método empleado hacen que este coche sea único y valioso; esto se reflejaba en el precio de compra del coche, que fue de aproximadamente el doble del precio del modelo siguiente, perteneciendo a la misma línea de fabricación. Tras cesar su producción en 1968, la placa del nombre Silvia no volvería a aparecer en otro Nissan hasta 1974. Este movimiento fue utilizado de forma similar en el Isuzu 117 cupé. En Japón se vendió en las ubicaciones de tiendas Bluebird de Nissan bajo el nombre de «Nissan» en vez del usado en un principio «Datsun».

## Silvia S10
El S10 fue la primera superproducción en masa y la segunda generación del Silvia, esta estaba basada en la nueva plataforma S, se ideó como un compacto, propulsión trasera y deportivo. Las versiones japonesas fueron exclusivas para el mercado de Nissan en Japón llamado Nissan Prince Store junto con las unidades grandes del C110 Skyline.
El S10 tenía una líneas menos tradicionales que las de sus rivales, los cuales fueron el Toyota Celica y Mazda Capella, que compartían cierto parecido con el Skyline. En Japón montó un 1.8 L L18 de 4 cilindros en línea, que compartía con el Datsun 610/Bluebird 180B. La versión japonesa montaba la tecnología de control de emisiones Nissan NAPS. En el mercado norteamericano el motor fue reemplazado por una versión 2.0 L L20B igual que la de las líneas de producción del Bluebird y el Skyline. Este modelo en la versión estadounidense se complementó con los parachoques obligatorios para la legislación del país y se renombró como «Datsun 200SX». El S10 Silvia y el Datsun 200SX estaban basados en el Datsun Sunny cupé. Su éxito en ambos mercados fue limitado, los clientes optaban por el Celica, considerado un chasis más mundano que el chasis S. El coche tenía los mismos ejes del 510, pero con ballestas en el tren trasero, en vez de la suspensión independiente del 510.

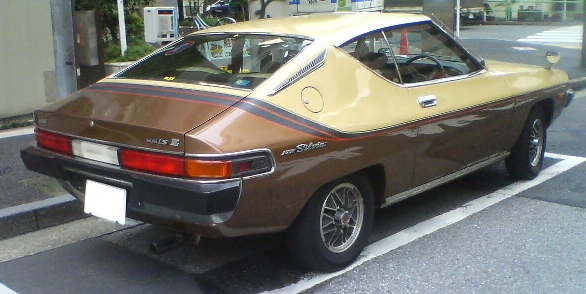
Vista trasera del S10.

## Silvia S110

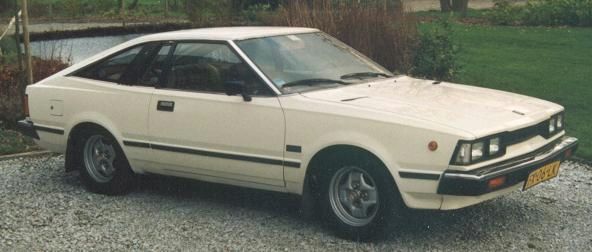
Datsun Silvia 180SX compacto.

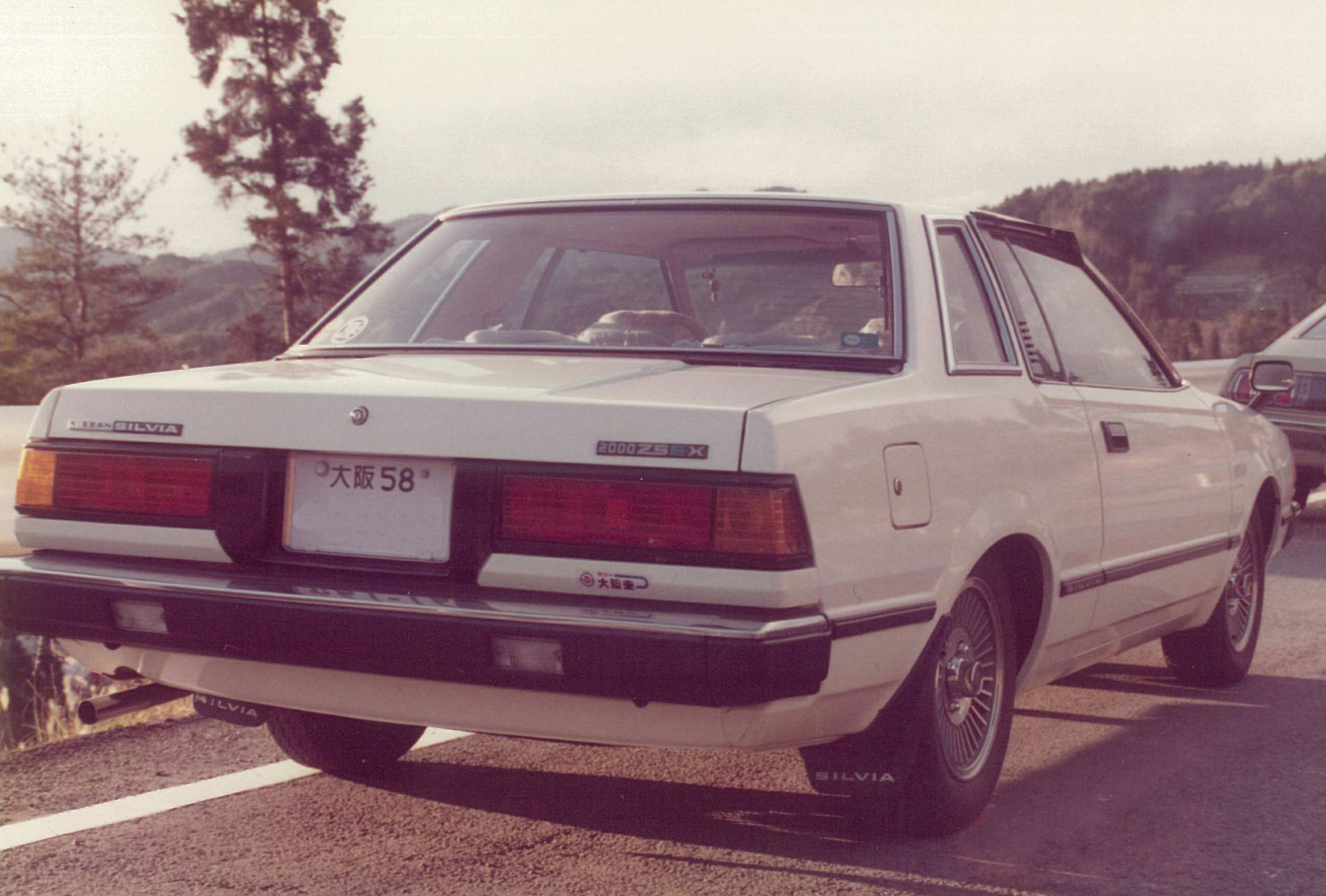
Silvia 2000 ZSE-X cupé prestyling.

El Silvia S110 (vendido en Estados Unidos y Canadá como Datsun 200SX y en México como Datsun Sakura, flor de cerezo en japonés), estuvo disponible como compacto de capota dura 2 puertas y en una nueva carrocería compacta 3 puertas. La versión japonesa del compacto se denominó Gazelle y fue exclusiva para la Nissan Bluebird Store junto al Nissan Fairlady Z, mientras que la carrocería cupé fue exclusiva para la Nissan Prince Store junto al Skyline. Su estilo fue similar al nuevo Nissan Leopard berlina y cupé, también exclusivo para la Nissan Bluebird Store.
Esta generación del Silvia fue innovadora en su motor Wankel rotativo, diseñado por Nissan. Esto conllevó ciertos problemas de fiabilidad, por lo que se reemplazó por motores Otto compartidos con los Nissan Z, entre ellos un motor 1.8 turbo y otro 2.4 L, 16v. Comparte el chasis con el Mazda Cosmo, la primera producción japonesa con un coche de motor rotativo de la historia. El chasis lo compartía con el B310 del Nissan Sunny y el A10 del Nissan Violet.
El coche se rediseñó antes de su lanzamiento y el motor Wankel se sustituyó por un motor convencional de pistones en línea de la serie Z. Esto incluyó el motor turbo y posteriormente el de inyección Z18ET, siendo este último comercializado solo en el JDM tras un restyling. Esto sucedió en mayo de 1981, recibiendo nuevos parachoques y una renovación del frontal. A pesar de ser un diseño deportivo, el modelo turbo de 135 CV (99 kW) tenía el mismo chasis que las versiones estándar y carecía de indicador de presión del turbo. Tras el restyling, se introdujo el motor RS FJ20 con doble árbol de levas en cabeza.

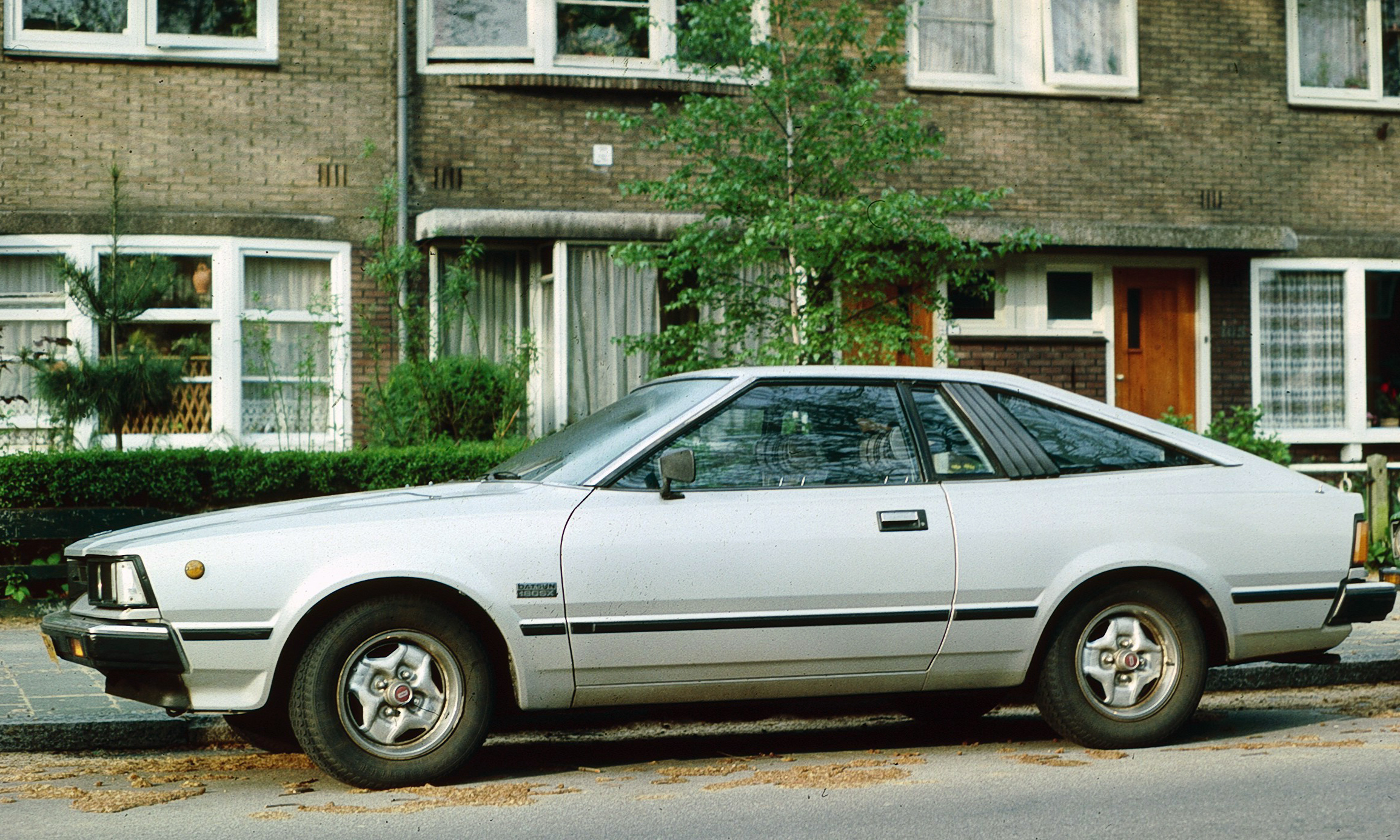
Nissan Silvia S100 cupé
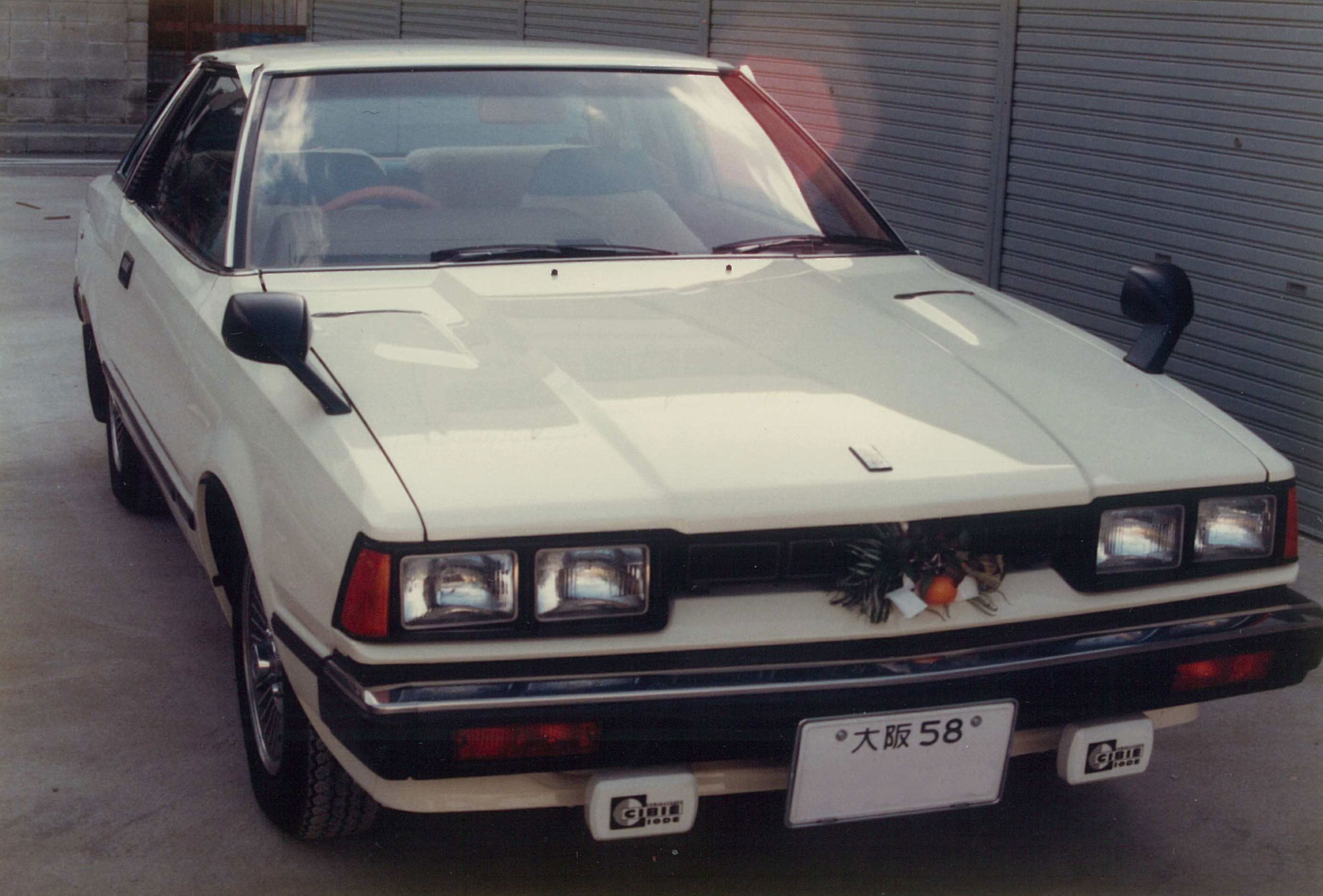
Nissan Silvia S100
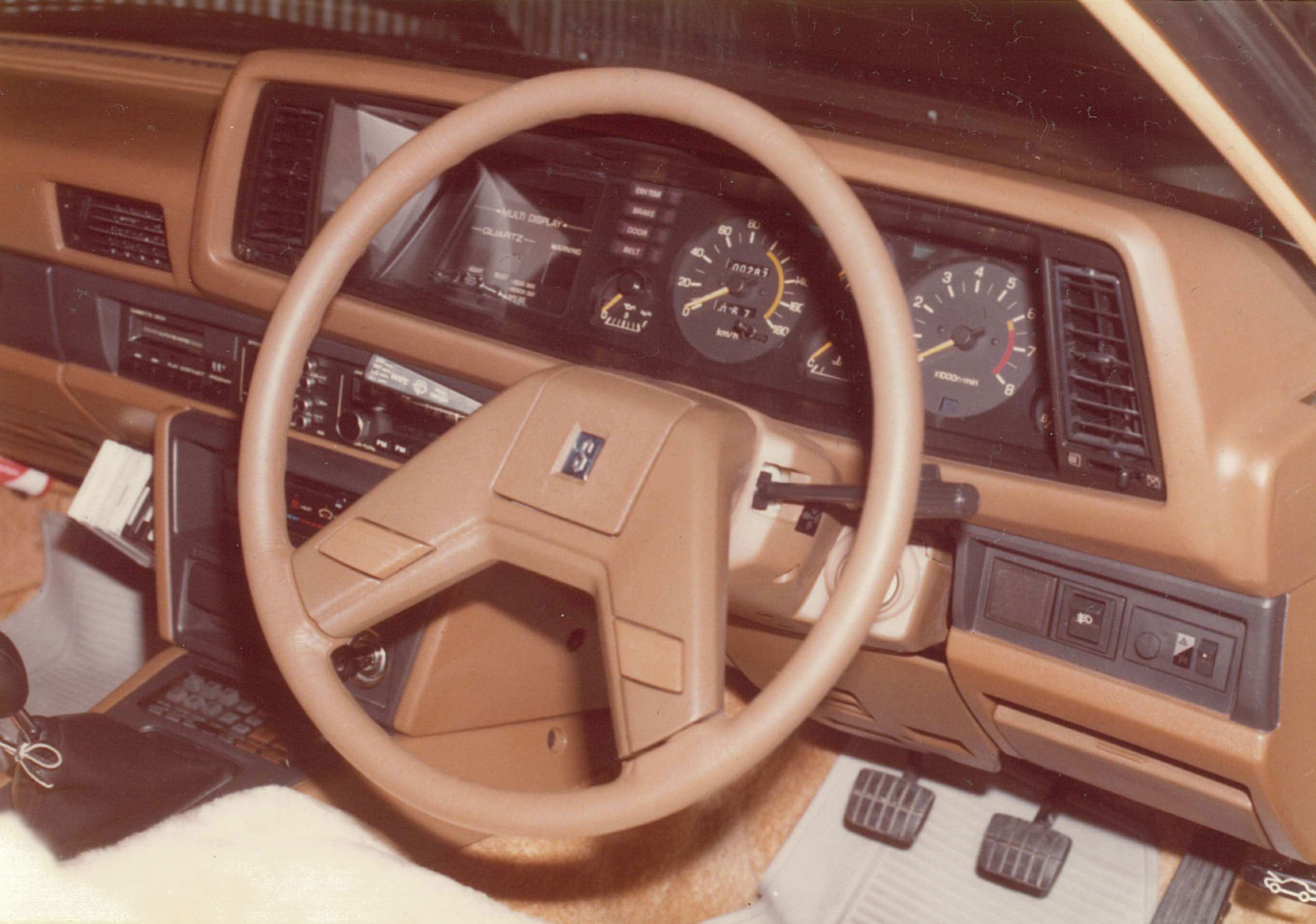
Interior del Nissan Silvia S100

### Gazelle
Nissan renombró el Silvia como Gazelle cupé y compacto. Tenía varios cambios cosméticos menores, como la calandra de la parrilla o los pilotos traseros. El Gazelle se consideró un modelo más exclusivo, mientras que el Silvia fue el modelo básico y deportivo.
| Bandera de Japón           |
| Nissan Gazelle XE-II Turbo |

| Bandera de Japón                                    |
| Nissan Gazelle Turbo compacto (S110) de 1981 a 1983 |

### Norteamérica
El Silvia se siguió vendiendo como el 200SX en Norteamérica, con las carrocerías de 2 puertas y 3 puertas. Originalmente montaba el motor 2.0 L de 4 cilindros en línea L20B, pero el mercado de California en 1980 le implementó el Z20 NAPS-Z de 4 cilindros en línea. Desde el modelo de 1981, este fue el único motor para el 200SX. Tenía 100 HP (75 kW; 101 CV), y una caja de cambios de 5 marchas manual y otra de 3 marchas automática, emparejada con un eje trasero H165. En 1982 el 200SX recibió un lavado de cara y se le aplicó el motor 2.2 L Z22E con un eje trasero H190. Este modelo sacaba 103 HP (77 kW) SAE a 5 200 rpm. No hubo cambios significativos en 1983.
El mejor modelo fue el lujoso SL, tenía cierre centralizado con mando a distancia para el maletero y el tapón de combustible, asientos más ajustables y un techo solar desmontable. El modelo compacto recibió un aspecto deportivo, mientras que el cupé fue mucho más lujoso.

### 240RS

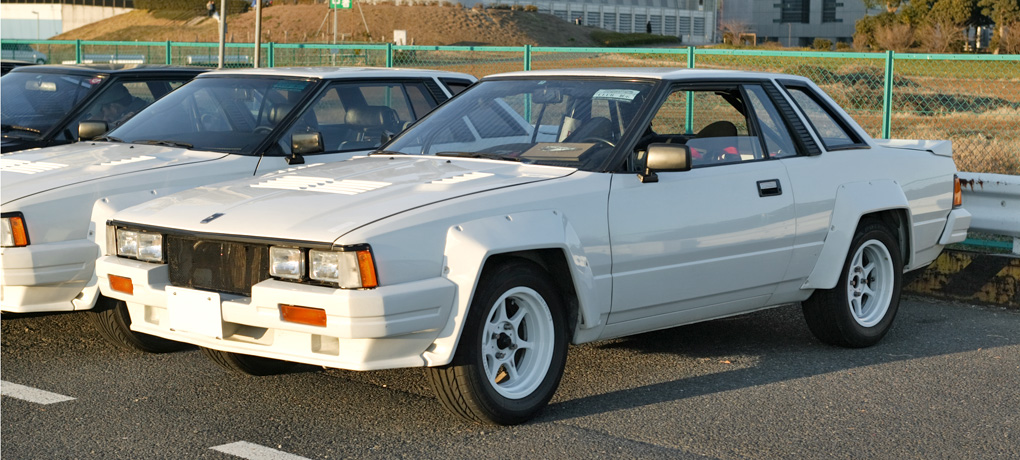
Nissan 240RS

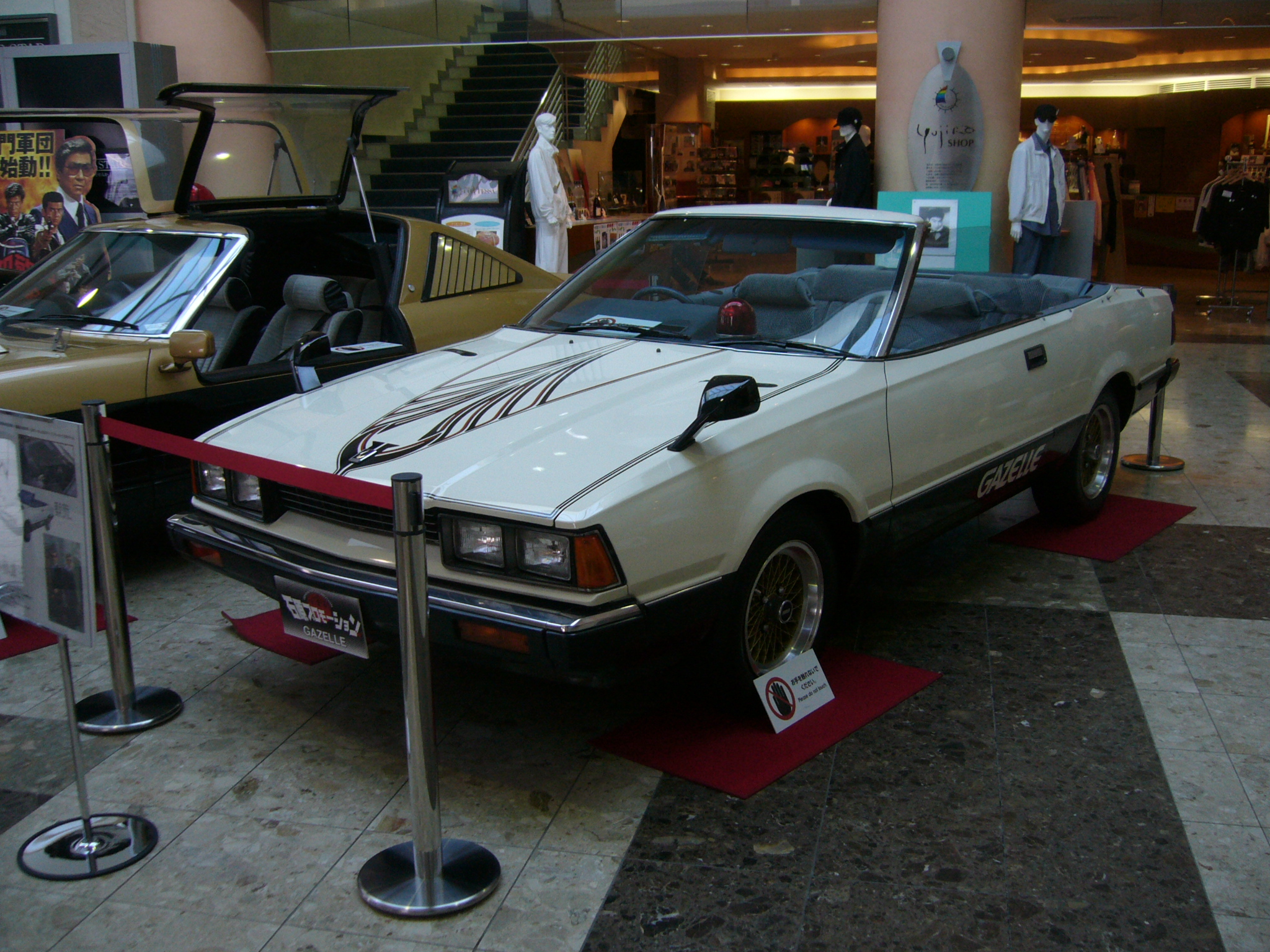
Nissan Gazelle de Kogure

Esta generación vivió la introducción del Nissan 240RS (BS110), un cupé con motor FJ24 2.4 DOHC. El 240RS se hizo entre 1983 y 1985, su producción se prolongó hasta que se dejó de fabricar el S110. La máquina resultante fue el coche de rally oficial de Nissan para el WRC entre 1983 y 1985, obteniendo como mejor resultado el segundo puesto en el rally de Nueva Zelanda en 1983.

### Gazelle del Chief Kogure
Como parte de una promoción a una serie de drama policíaco llamada Seibu Keisatsu, Nissan vendió varias unidades, incluyendo un Nissan S110 Gazelle descapotable, el cual conducía el personaje Chief Kogure.

## Silvia S12

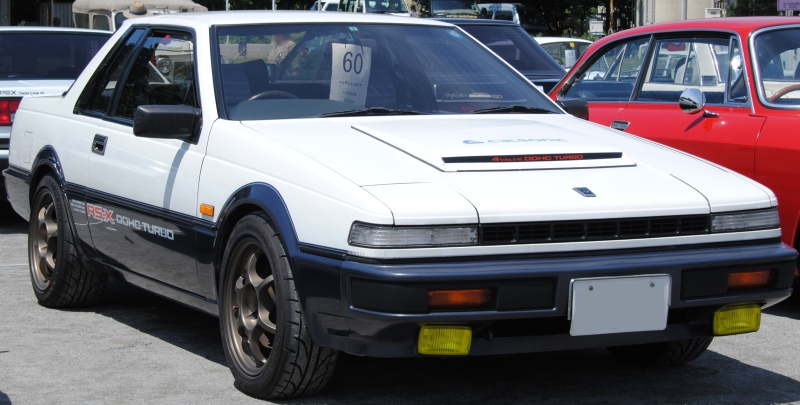
Nissan Silvia RS-X Turbo (S12)

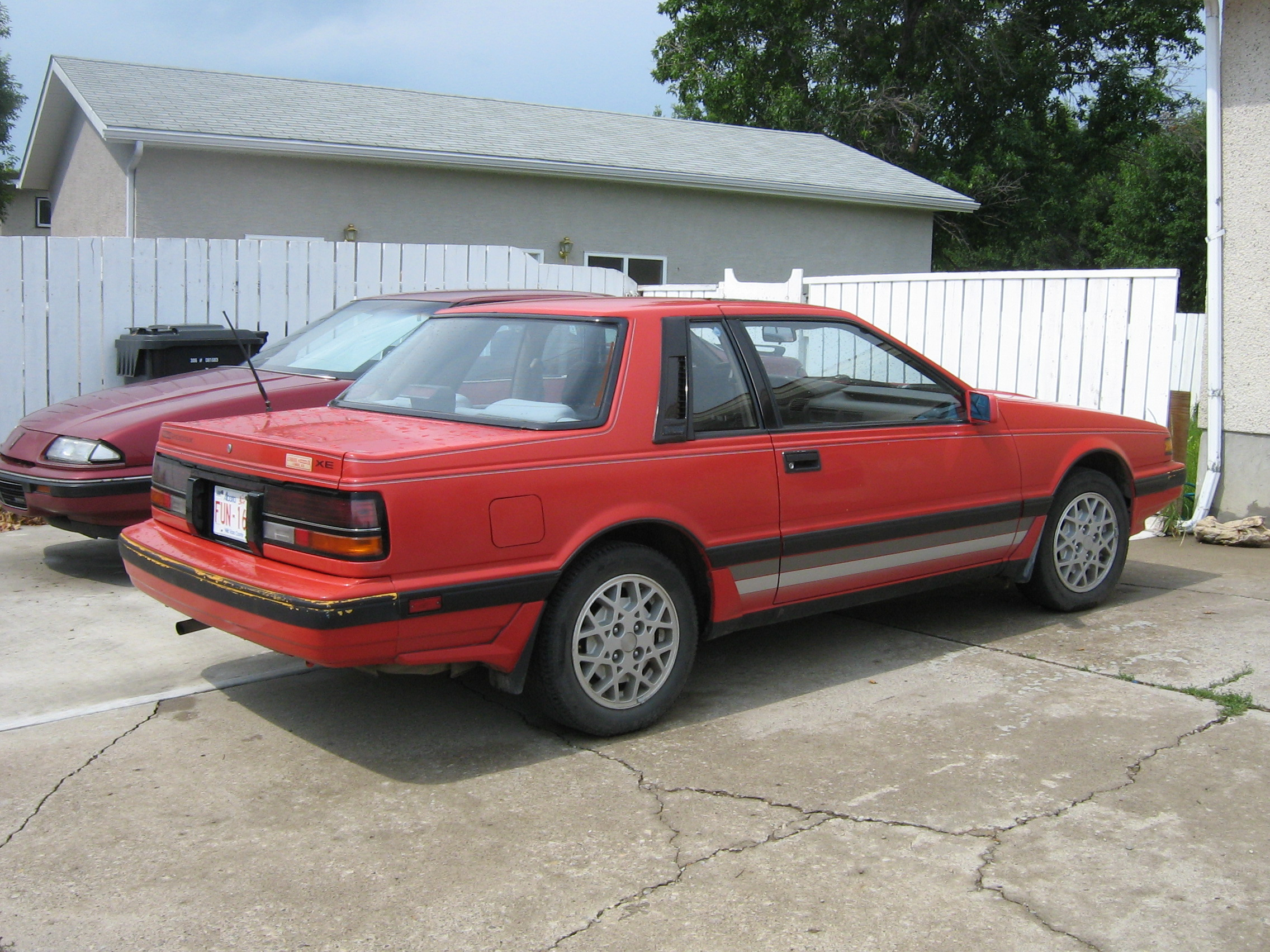
Nissan 200SX XE cupé con pilotos nuevos

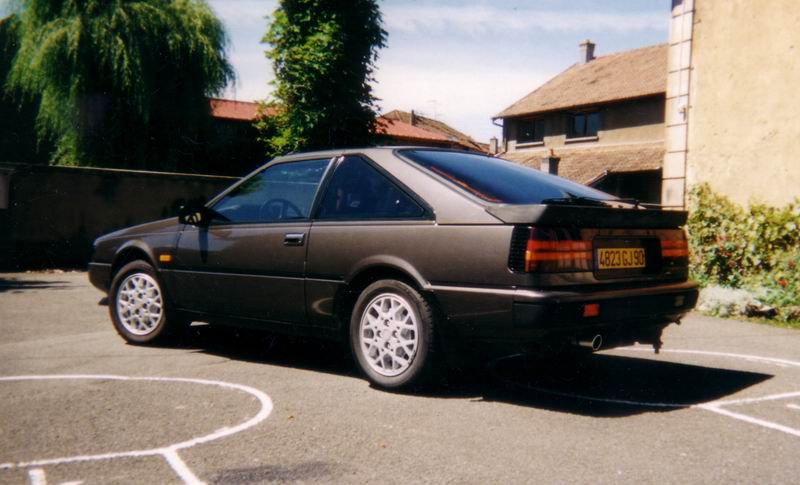
Nissan Silvia compacto.

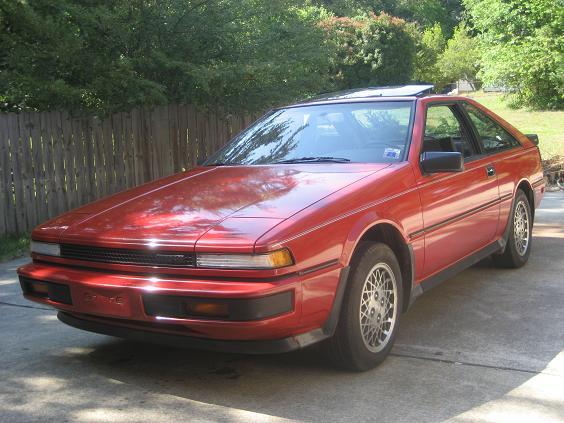
Nissan Silvia S12

El S12 se fabricó entre 1983 y 1989, con modificaciones exteriores en 1986 (denominadas «Mk. II»). Se vendió en dos versiones, una cupé (a veces llamada «notchback» por su perfil lateral) y una compacta.
En él se desarrollaron tecnologías inéditas, como sensor de lluvia, comando por voz y pantalla en el parabrisas. Los cuatro motores eran de gasolina. El 1.8 litros existía en variantes atmosférica de entre 90 y 135 CV y con turbocompresor de 120 o 145 CV. Había dos unidades de 2.0 litros; una atmosférica de dos válvulas por cilindro, de 102 CV, y la otra de cuatro válvulas por cilindro, en versiones atmosférica de 150 CV y con turbocompresor de 190 CV. El cuarto motor era de 3.0 litros de cilindrada con dos válvulas por cilindro y 160 o 165 CV, el único de seis cilindros (el resto era de cuatro cilindros).
El chasis S12 fue equipado con distintos tipos de motores, dependiendo de su año de producción y más específicamente de su mercado geográfico. Estos motores procedían de modelos anteriores y, en algunos casos, inspiraron plataformas futuras (a excepción de la serie FJ, que fue diseñada únicamente para el modelo de rally). La serie CA procedió de los diseños de la serie NAP-Z. El motor CA18DET DOHC fue similar al utilizado en la serie de motores posterior «RB», el motor de 6 cilindros en línea que montó el Nissan Skyline. El S12 montó varias modificaciones opcionales para el motor V6 compartido con el 300ZX (Z31) de la misma época; este motor se aumentaría para el Z32.

### Japón
Como pasó con el S110, el chasis del S12 fue llamado tanto Silvia como Gazelle en Japón. El Silvia S12 en Japón estuvo disponible como compacto únicamente, o como cupé en sus inicios. RS y RS-X fueron exclusivos del comerciante japonés Nissan Prince Store. El S12 Gazelle fue únicamente compacto, disponible en las variantes estándar, RS y RS-X, exclusivo para el mercado Nissan Bluebird Store. El RS estaba equipado con el motor FJ 2.0 L DOHC (FJ20E), mientras que el RS-X estaba equipado con el mismo motor en versión turbo (FJ20ET). En 1987, Nissan descontinuó la serie FJ con el S12 y lo sustituyó por el CA18DET (con doble cámara y un turbocompresor mayor, el CA18DET). Los modelos japoneses Gazelle tenían opciones como comandos de voz, luces antiniebla, opciones de distintos motores, etc. (FJ20E, FJ20ET, CA18DE, CA18E y CA18DET.). El RS-X también tenía ruedas distintas de serie. Cuando el S13 Silvia se presentó en 1988 en Japón, el Gazelle se renombró como Nissan 180SX, sin embargo en Australia no se sustituyó hasta la salida del Nissan 200SX basado en el Silvia en 1995.

### Norteamérica
El Silvia S12 en Norteamérica se llamó «200SX». Por temor a que no fuese rentable para el mercado norteamericano, los ejecutivos de Nissan decidieron fabricar únicamente 5 mil de cada configuración de motor y paquete. El S12 «XE» fue estrictamente un cupé o «notchback» y solo estuvo disponible en 2.0 L SOHC atmosférico de 5 velocidades manual y 4 velocidades automática (CA20E). El compacto recibió tanto el motor 2.0L SOHC como el 1.8L SOHC turbo sin intercooler (CA18ET). En 1987 en Estados Unidos, Nissan dejó de fabricar el modelo turbo y creó el «SE» con un motor V6 3.0L SOHC (VG30E), sacando 160 HP (162,2 CV) y 174 lb·pie (235,9 N·m) de par. Es el mismo motor de la versión 300ZX atmosférico de esa generación. En 1988 el modelo «SE» recibió 5 HP (5,1 CV) aplicando las revisiones de la serie W VG30E con un total de 165 HP (167,3 CV) mientras que el par se mantuvo en 174 lb·pie (235,9 N·m).

### Europa
El chasis del S12 en Europa se denominó «Silvia», con excepción de Suecia, donde se vendió como «180ZX». El ZX se asoció tradicionalmente a la plataforma Z, esta situación sucedió para evitar que el coche tuviera el mismo nombre que el de la Reina Silvia de Suecia. El nombre ZX se utilizó porque el importador sueco de Nissan decidió dejar de llevar el 300ZX; por lo que el Silvia actuó como reemplazo parcial de la serie Z.
El S12 europeo solo estaba disponible como compacto, algunos de ellos equipados con el paquete de rally, cobertura para el navegador, guardafaros, limpiafaros con el mismo motor 1.8 L SOHC turbo (CA18ET) que se usó en Norteamérica y, en algunas zonas, el 2.0L DOHC «FJ» (FJ20E). La serie de motores FJ se diseñó originalmente para el 240RS de rally con un motor 2.4 L con sistema de carburación (FJ24), pero se redujo a 2.0 L. El FJ20 también se usó en el chasis «DR30» Nissan Skyline tanto en versiones turbo como atmosféricas. El CA18ET también estaba catalizado, sacando 122 CV (90 kW).

### Australia

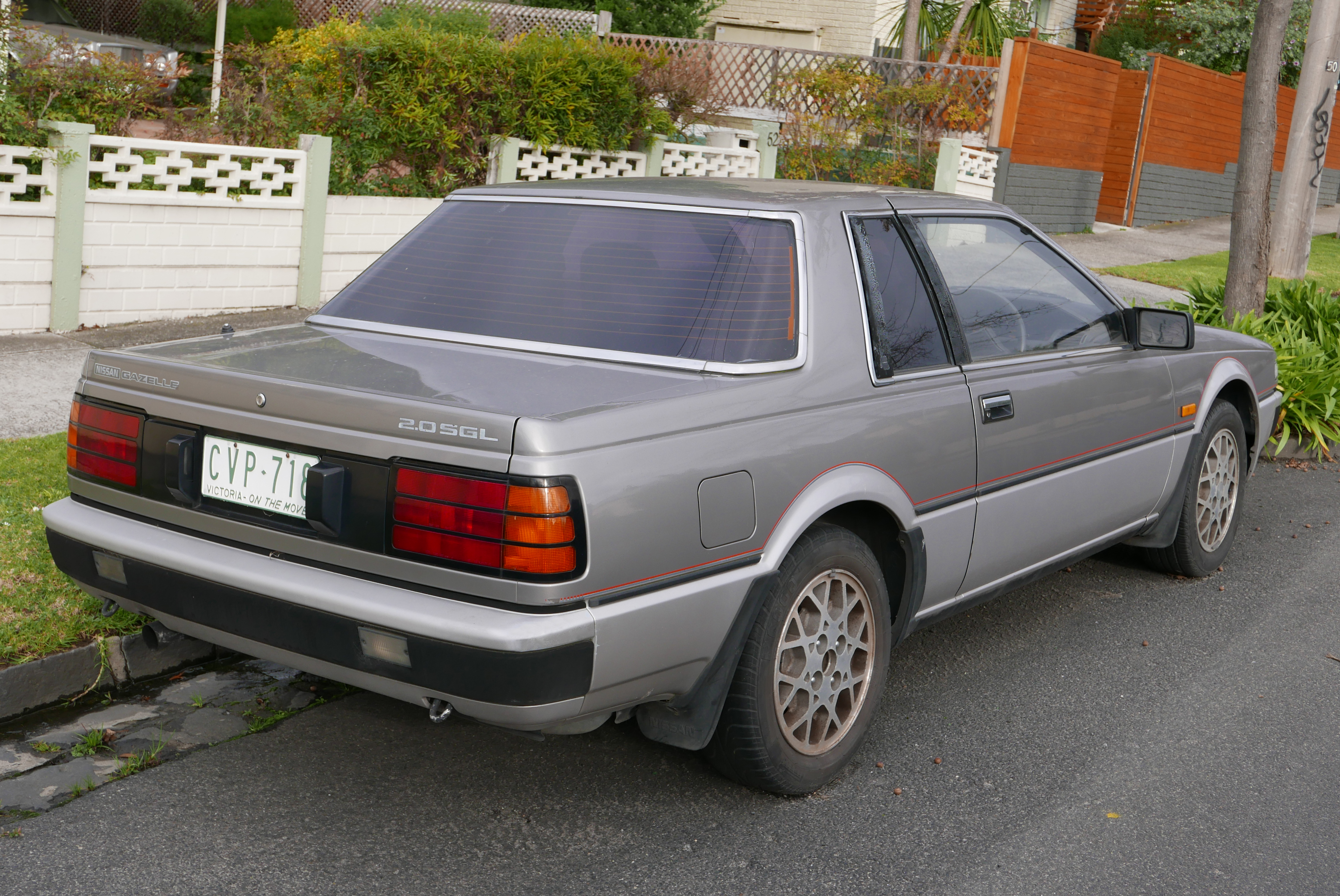
Nissan Gazelle SGL cupé (de 1985 a 1986)

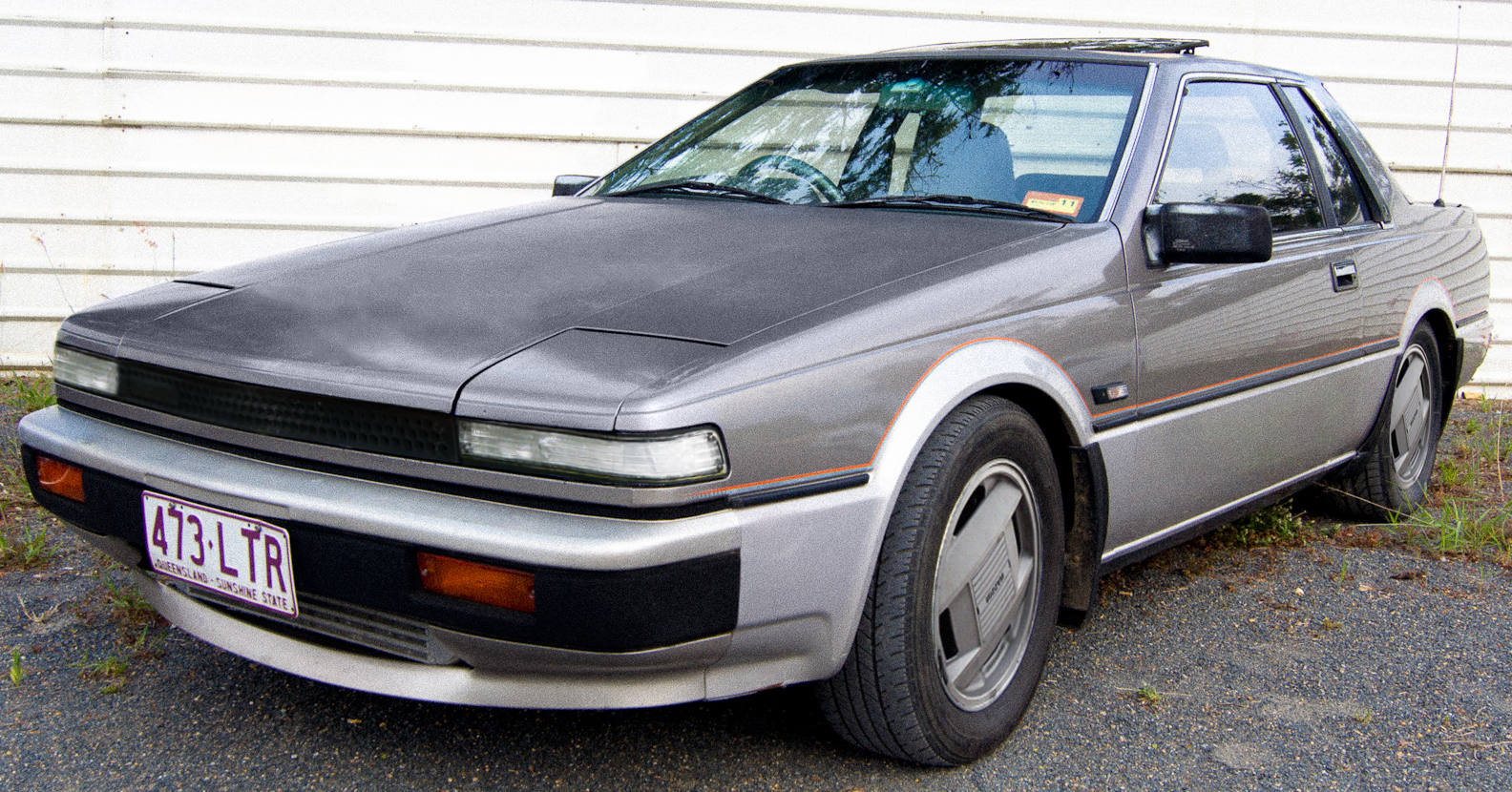
Nissan Gazelle SGL cupé (de 1984 a 1985)

El chasis S12 en Australia salió en octubre de 1983, bautizado como Gazelle. El Gazelle australiano también estaba en variantes cupé y compacta. Montaba un 2.0 L SOHC CA20E de 78 kW (104,6 HP) a 5 200 rpm y 160 N·m (118 lb·pie) de par a 3 200 rpm. Este motor llevaba una caja de cambios manual de 5 velocidades y otra de 4 automática.
Se produjeron dos versiones la básica, GL compacta, y la de lujo, SGL cupé.
Según se dijo en 1984, la versión cupé llevaba llantas de aleación, guardabarros, ventanillas eléctricas, retrovisores eléctricos, antena eléctrica, sistema de 6 altavoces, luces de interior regulables e intermitentes variables. Había un paquete opcional que añadía aire acondicionado y techo solar. La versión compacta también añadía dirección asistida.
En agosto de 1985, se eliminó el paquete de la versión cupé, pero versión estándar cupé SGL añadió dirección asistida y techo solar manual. El aire acondicionado se mantuvo opcional, mientras que la dirección asistida se añadió al paquete compacto. The alloy wheel design was also changed.
El restyling «Mk. II» se lanzó en Australia en torno a 1986.

### Revisiones
El chasis S12 en entre 1984 y 1986 se denominó «Mk. I» y en el 87 se empezó a denominar «Mk. II».

#### Mk. I

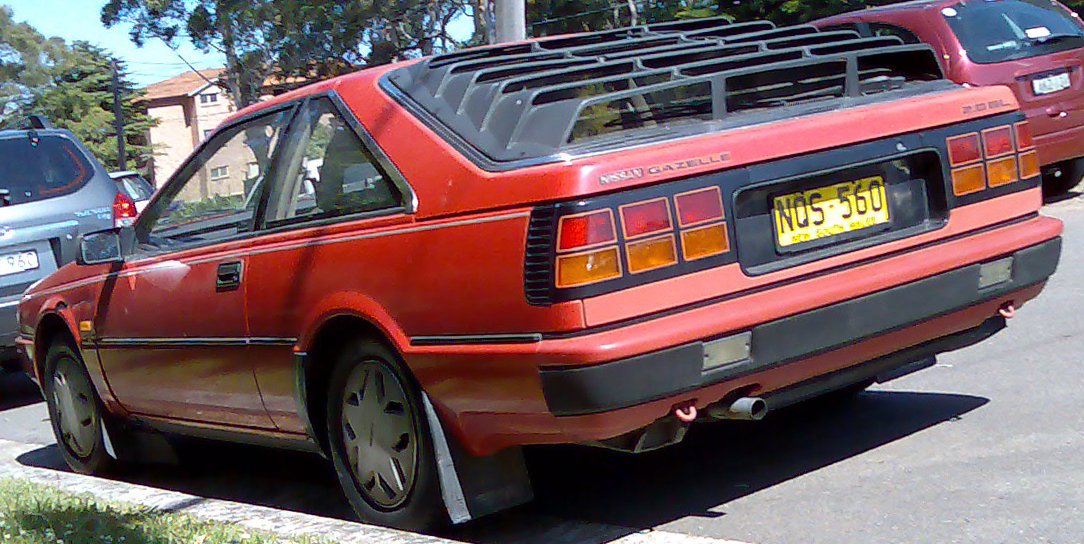
Nissan Gazelle GL compacto (de 1984 a 1986)

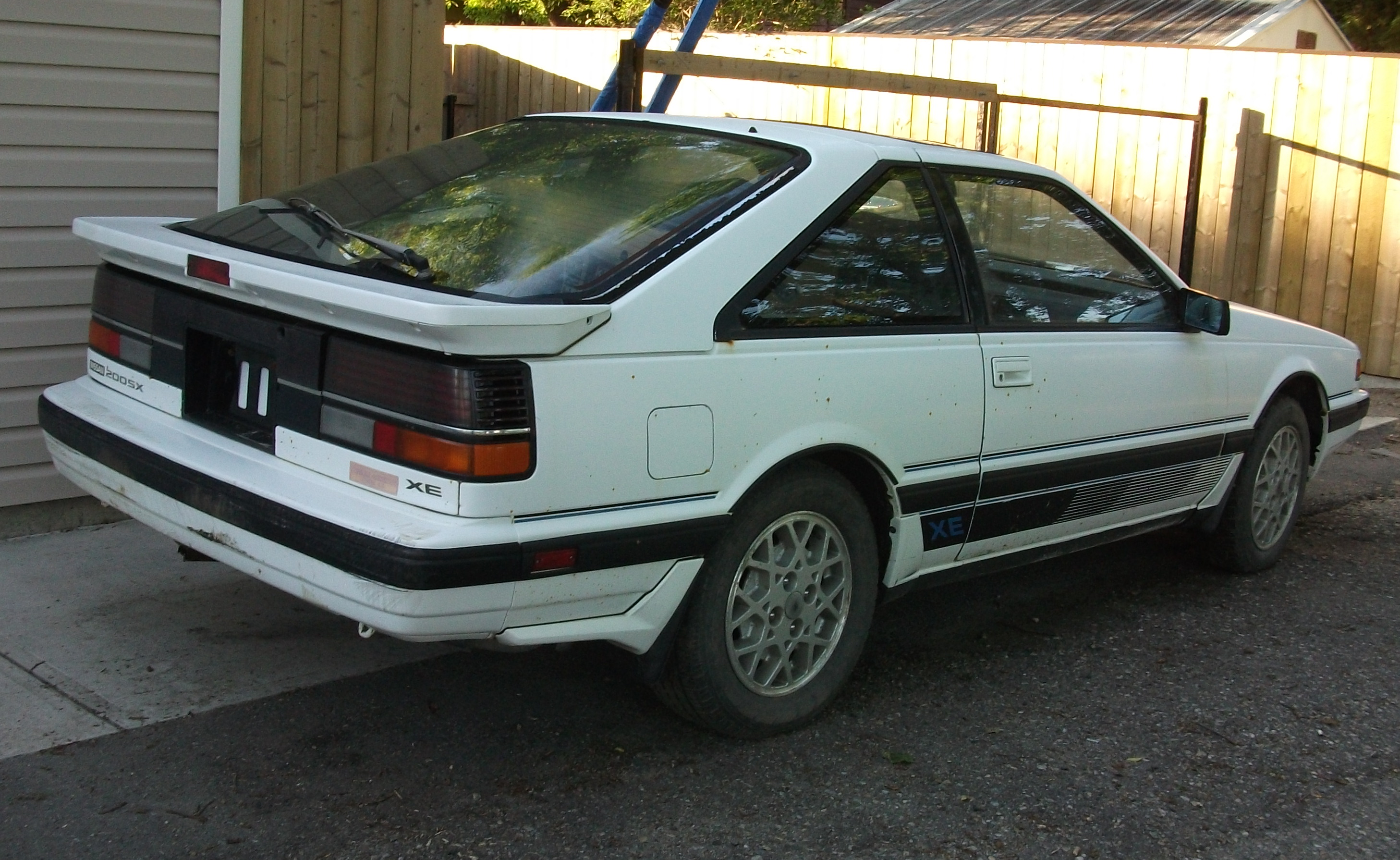
Nissan 200SX XE compacto con nuevos pilotos

La primera versión del chasis S12. Parachoques en mate y dos centímetros adicionales. Contaba con una calandra de panal de abeja y mayores intermitentes. El RS-X en Japón y Europa recibió un aumento del capó para acomodar las sobredimensiones del motor FJ20E/ET. En Norteamérica, el turbo de 1984 llevaba un monograma de «TURBO» en el capó. 

#### Mk. II
En 1986, los parachoques se actualizaron y los acabados mate se eliminaron para dar una superficie más uniforme. El alto se aumentó 5 centímetros. La parrilla de panal de abeja se modificó y los intermitentes se redujeron. El modelo SE y Turbo (Canadá y Europa) montaba nuevos guardabarros pintados del color de la carrocería y un labio más pronunciado en la parte frontal. Todos los S12 Mk. II recibieron un nuevo capó con diseño invertido para acomodar el motor 3.0 L V6. Había unos guardabarros traseros opcionales.

### Propulsión trasera

#### Motor
| Motor   | Geografía                  | Cilindros | Cilindrada | Válvulas | Alimentación | CV                                    | Par                               | Tracción           | Transmisión                       |
| ------- | -------------------------- | --------- | ---------- | -------- | ------------ | ------------------------------------- | --------------------------------- | ------------------ | --------------------------------- |
| CA18ET  | Bandera de Estados Unidos  | 4         | 1809 cc    | SOHC 8v  | 1 turbo      | 120 HP (122 CV; 89 kW) a 5200 RPM     | 134 lb·pie (181,7 N·m) a 3200 RPM | Propulsión trasera | 4 vel. automática y 5 vel. manual |
| CA18ET  | 122 CV (120,3 HP; 89,7 kW) | 4         | 1809 cc    | SOHC 8v  | 1 turbo      |                                       | 134 lb·pie (181,7 N·m) a 3200 RPM | Propulsión trasera | 4 vel. automática y 5 vel. manual |
| CA18ET  | 135 CV (133,2 HP; 99,3 kW) | 4         | 1809 cc    | SOHC 8v  | 1 turbo      |                                       | 134 lb·pie (181,7 N·m) a 3200 RPM | Propulsión trasera | 4 vel. automática y 5 vel. manual |
| CA18DET | N/D                        | 4         | 1809 cc    | DOHC 16v | 1 turbo      | 169 HP (171,3 CV; 126 kW) a 6400 RPM  | 156 lb·pie (211,5 N·m) a 4000 RPM | Propulsión trasera | 4 vel. automática y 5 vel. manual |
| CA20E   | Bandera de Estados Unidos  | 4         | 1974 cc    | SOHC 8v  | Atmosférico  | 102 HP (103,4 CV; 76,1 kW) a 5200 RPM | 116 lb·pie (157,3 N·m) a 3200 RPM | Propulsión trasera | 4 vel. automática y 5 vel. manual |
| CA20E   | Bandera de Australia       | 4         | 1974 cc    | SOHC 8v  | Atmosférico  | 78 kW (104,6 HP; 106,1 CV) a 5200 RPM | 160 N·m (118 lb·pie) a 3200 RPM   | Propulsión trasera | 4 vel. automática y 5 vel. manual |
| FJ20E   | Bandera de Alemania        | 4         | 1990 cc    | DOHC 16v | Atmosférico  | 145 CV (143 HP; 106,6 kW) a 6400 RPM  | 175 N·m (129,1 lb·pie) a 4800 RPM | Propulsión trasera | 4 vel. automática y 5 vel. manual |
| FJ20ET  | N/D                        | 4         | 1990 cc    | DOHC 16v | 1 turbo      | 190 CV (187 HP; 140 kW) a 6500 RPM    | 173 lb·pie (234,6 N·m) a 4800 RPM | Propulsión trasera | 4 vel. automática y 5 vel. manual |
| VG30E   | (1987)                     | 6         | 2960 cc    | SOHC 12v | Atmosférico  | 160 HP (162 CV; 119 kW) a 5200 RPM    | 174 lb·pie (235,9 N·m) a 4800 RPM | Propulsión trasera | 4 vel. automática y 5 vel. manual |
| VG30E   | (1988)                     | 6         | 2960 cc    | SOHC 12v | Atmosférico  | 165 HP (167,3 CV; 123 kW) a 5200 RPM  | 174 lb·pie (235,9 N·m) a 4800 RPM | Propulsión trasera | 4 vel. automática y 5 vel. manual |

### Ediciones especiales

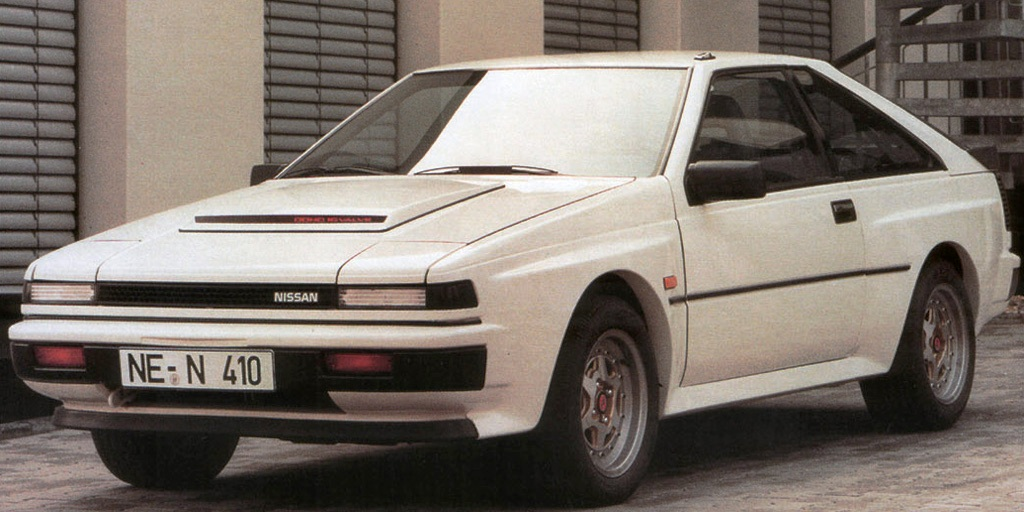
Nissan Silvia Grand Prix

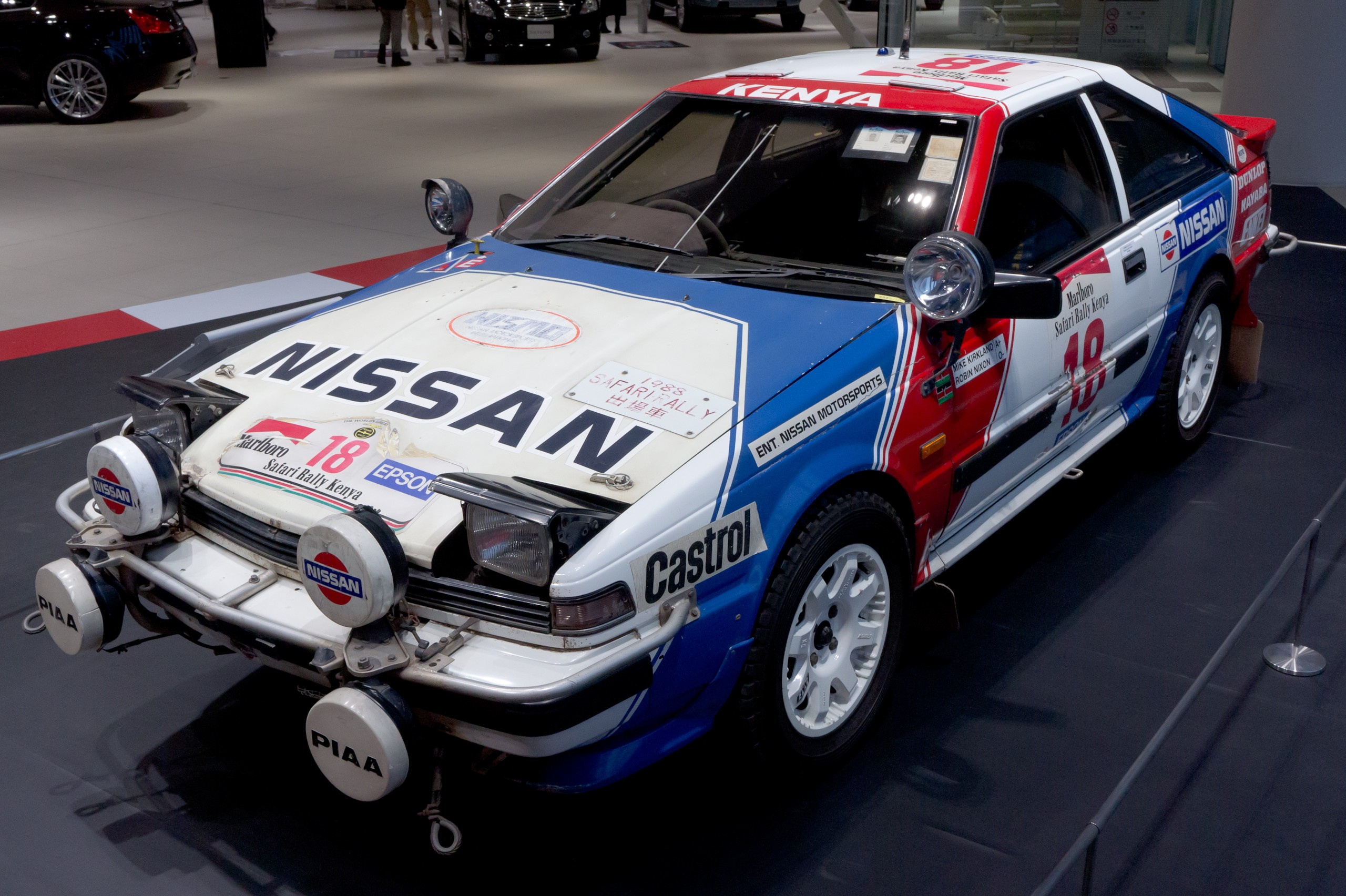
Nissan Silvia 200SX de Rally safari (1988)

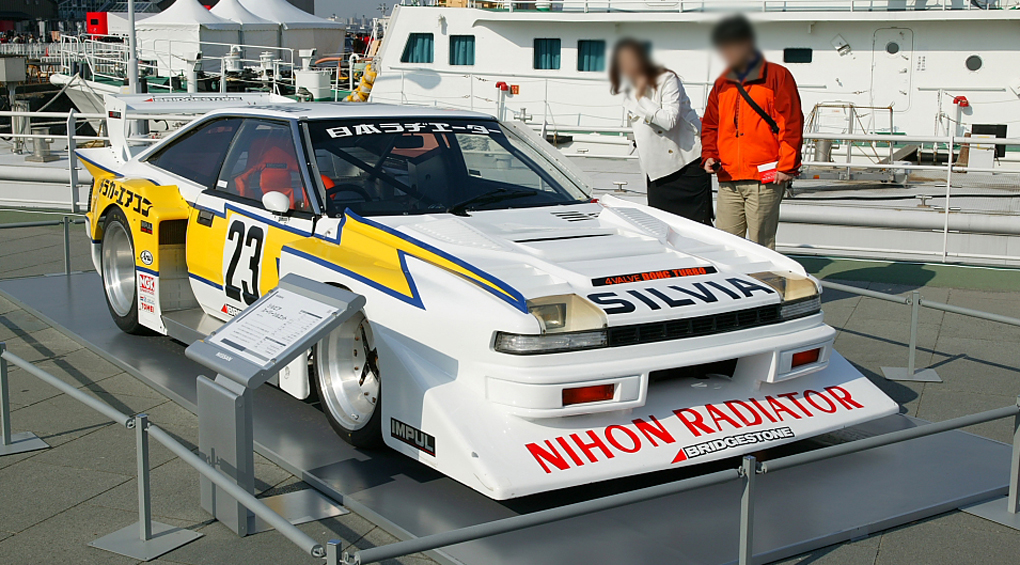
Super silhouette formula

En Europa, hubo una edición limitada (en torno a 250 unidades) del S12 comercializada como «Silvia Grand Prix». Basada en el chasis del Mk. I, con motor FJ20E (aunque algunos se vendieron con el CA18ET).
Montaba un kit de ensanche propio de las plataformas de vehículos de rally europeos de la época, (como el Audi Quattro, BMW M3 Sport Evolution, Renault 5 Turbo 2, etc.). El Silvia Grand Prix tiene el lujo de ser considerado una de las versiones más raras del S12, tratada como un objeto de coleccionista. La revisión Mk. II supuso el fin del Silvia Grand Prix.

### Deportes del motor
La eliminación del Grupo B del World Rally Championship motivó el fin del motor Nissan FJ24 240RS. El FJ20ET del Silvia RS-X de 1986 sería la primera elección de Nissan, pero no lograron vender el número necesario de unidades en Japón para lograr su homologación en WRC (5 000 unidades). Nissan tuvo que buscar rápidamente un coche que sustituyese al 240RS.
Mark Skaife ganó el campeonato de turismos con motor 2.0 de Australia en 1987 con un Nissan Gazelle de Nissan Motor Company.

## Silvia S13
El Silvia S13, presentado entre 1988 y 1989, se hizo muy popular en Japón. Tras su presentación en 1988, ganó el premio al coche del año en Japón. El Silvia no se exportó, sin embargo se rebautizó como 180SX. Las versiones europeas de este coche, se denominaron 200SX. En Norteamérica, el S13 (frontal 180SX, 3 carrocerías distintas) se denominó 240SX. En Norteamérica, el Nissan 200SX volvió como una versión cupé 2 puertas de Nissan Sunny/Sentra B14 (de 1995 a 1999).
En Japón, Nissan renombró el Gazelle como Nissan 180SX, el cual se exportó bajo el nombre Nissan 240SX.
El Nissan Silvia S13 nunca se vendió en España, todos los ejemplares existentes son gracias al mercado de importación desde Japón.

### Descapotable
Una versión del Silvia descapotable se lanzó a los inicios de la producción, pero se vendieron unidades muy limitadas. Los descapotables del Silvia fueron versiones fabriadas por Autech Japan, Inc. y la producción iba a cabo de Takada Kogyo con una fecha de fabricación de julio de 1988. Se produjeron un total de 603 descapotables Autech en los siguientes colores: TH1: terciopelo azul (430), 5G7: verde lima bitono (50), 5H6: blanco cálido bitono (70), AH3: rojo arándano (40) y DH0 verde oscuro (10). Los otros 3 fueron encargados por Nissan y el color se desconoce. Iban equipados con una serie K incluyendo el motor CA18DET con turbo. Los 600 coches disponibles públicamente se vendieron con caja de cambios automática de 4 velocidades.
No tiene relación con el 240SX descapotable vendido en Norteamérica, que es una conversión local de ASC.

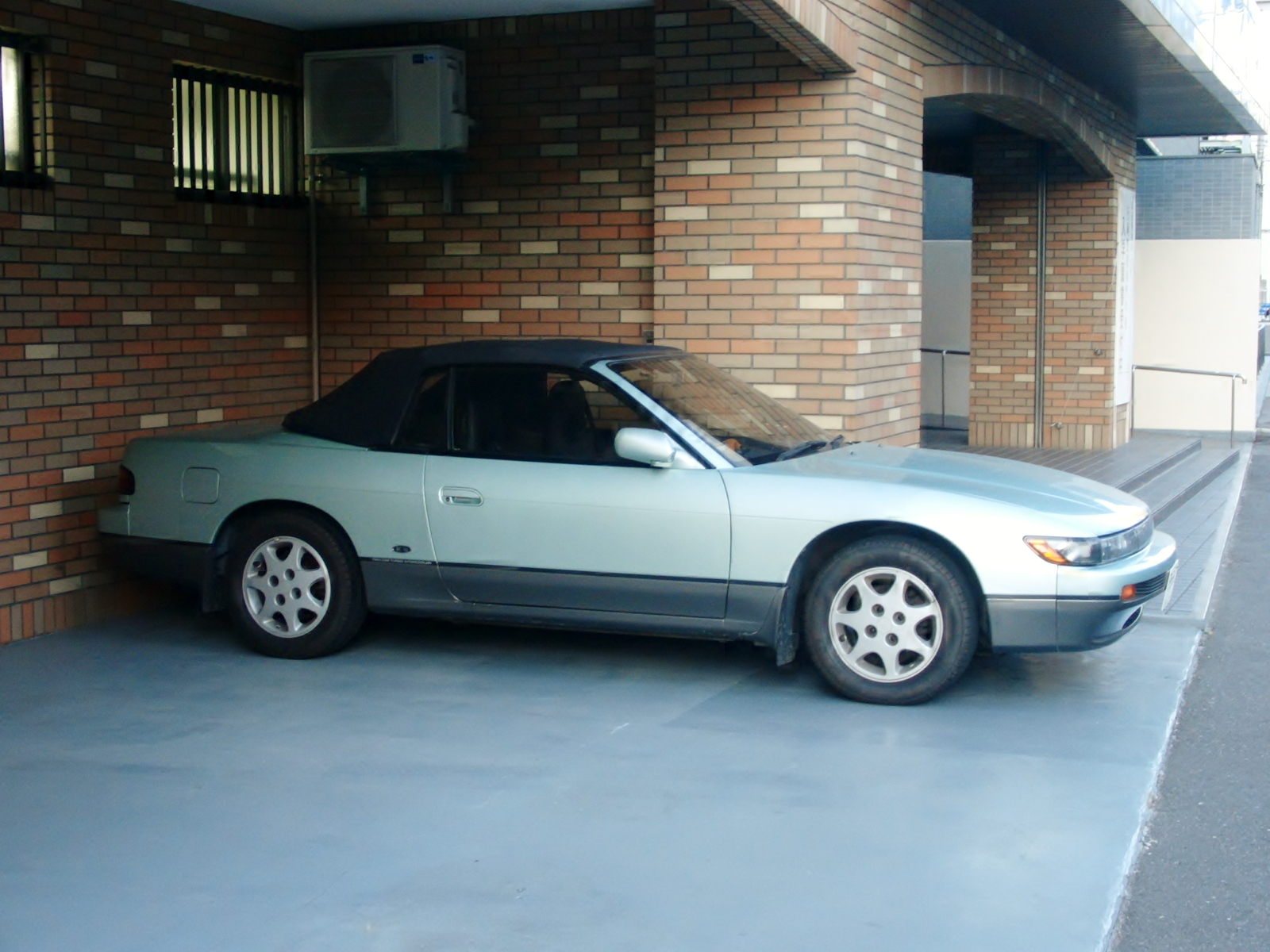
Uno de los misteriosos descapotables.

## Silvia S14

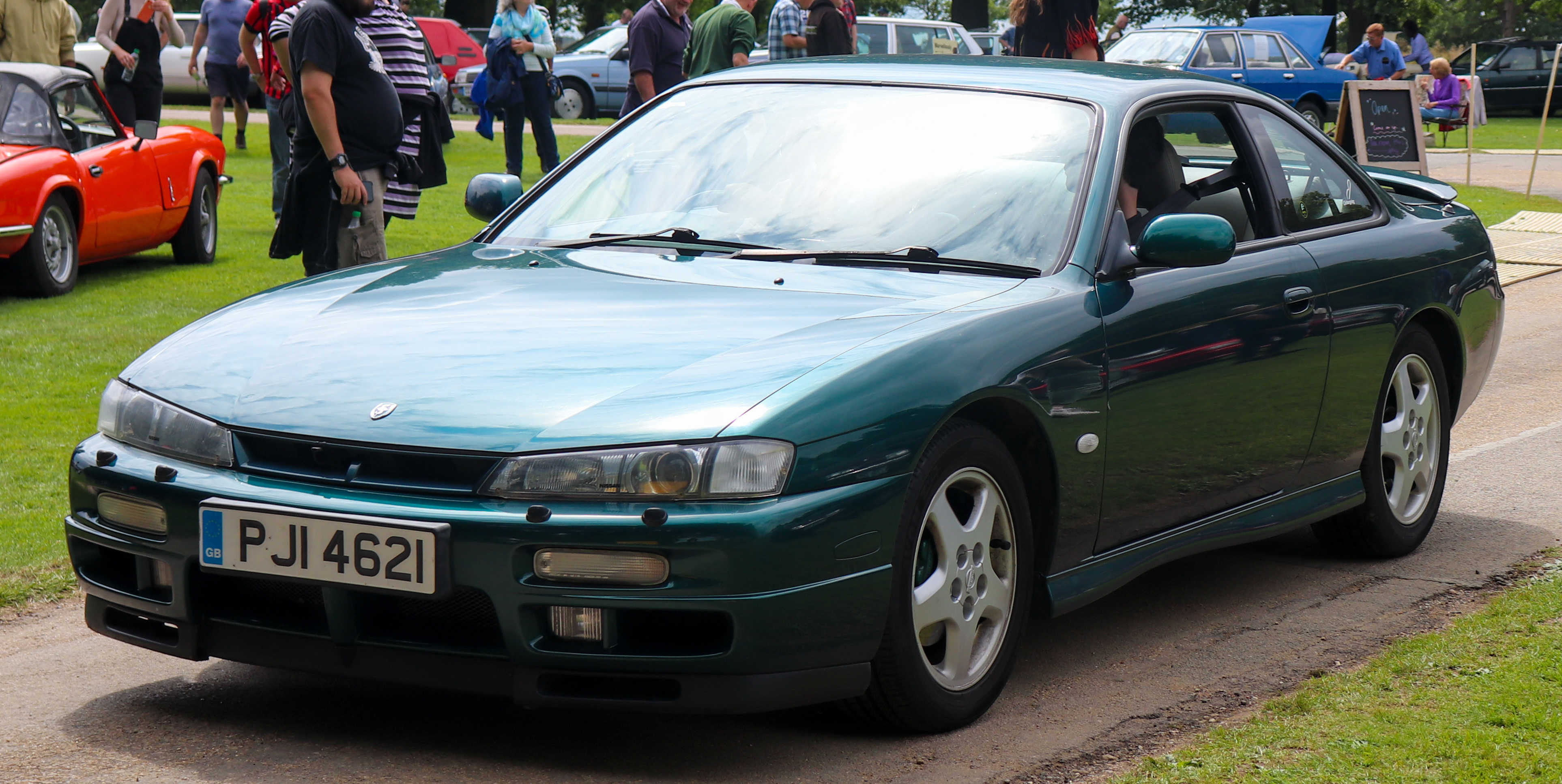
Nissan 200SX restyling.

El Silvia S14 fue lanzado al mercado a finales de 1993. Sus motores eran un 2.0 litros con turbocompresor, distribución variable y 220 CV de potencia máxima. También se produjo una versión atmosférica con 150CV que llevaba el motor SR20DE, es decir, sin turbo.

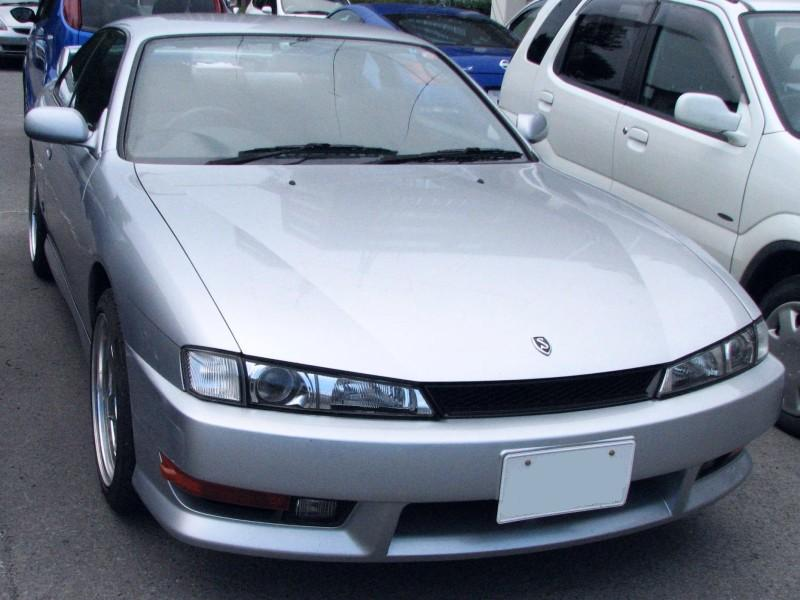
Nissan Silvia restyling (S14a) Kouki.

Tenía detalles similares al S13. Existían las variantes «Aero» de Q y K con alerones de mayor dimensión.
El Silvia S14 K recibió una versión nueva con el SR20DET.

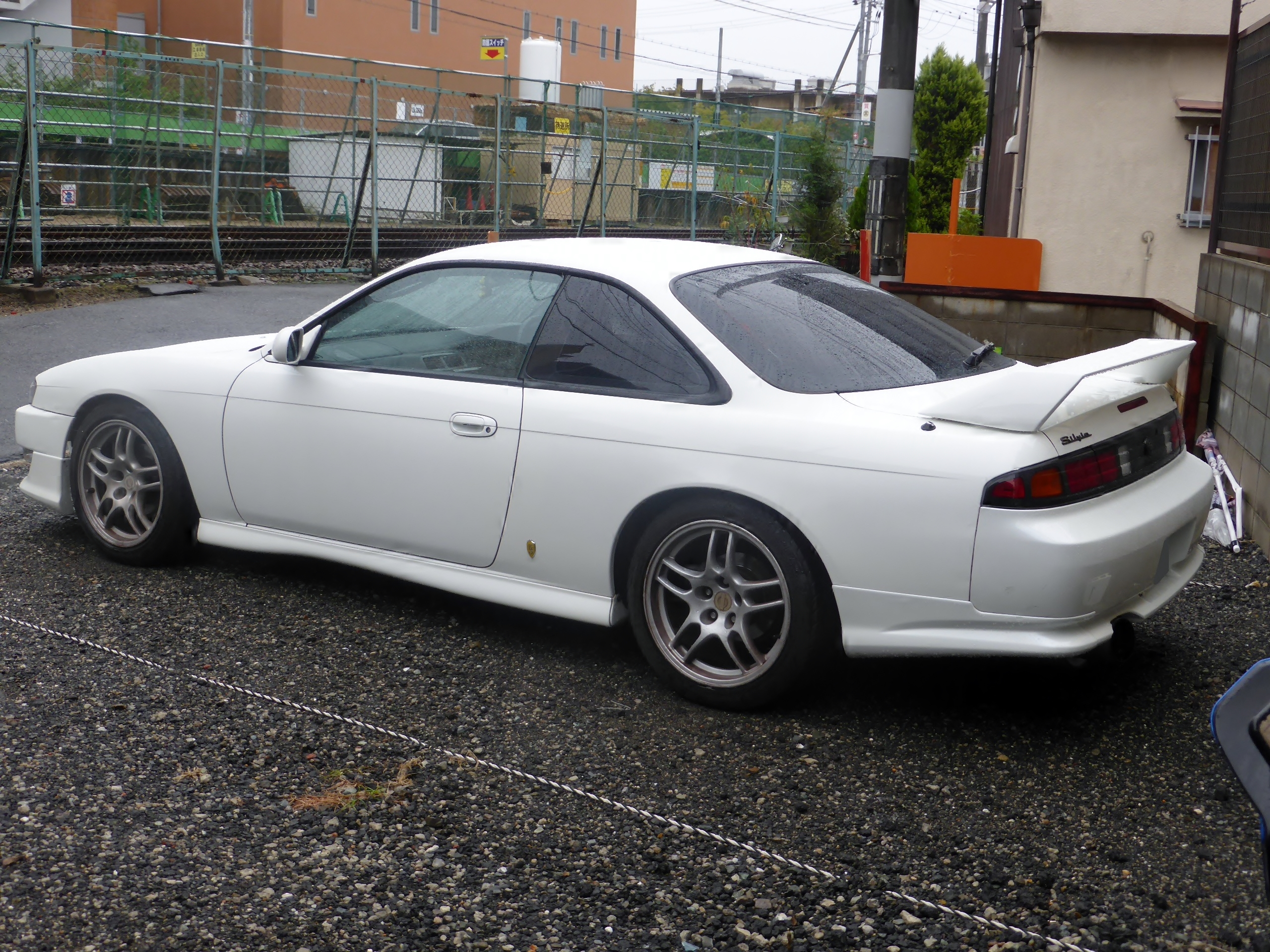
Nissan Silvia K

## Silvia S15
Japón vio una nueva versión del Silvia: el S15 en 1999, ahora con 250 CV (247 HP; 184 kW) a 6 400 rpm y 28 kg·m (203 lb·pie) a 4 800 rpm de par con motor de 4 cilindros en línea, gracias a una mejora con un turbocompresor. Y sin turbo, daba 165 CV (163 HP; 121 kW).
El Silvia S15 incluyó un estilo agresivo tanto por dentro como por fuera, actualizando el estilismo que siempre ha tenido el Silvia con un toque moderno. Se redujeron las dimensiones de la carrocería, por lo que pasaría a ser un compacto.
El Silvia S15 se simplificó a dos modelos, el Spec-S y el Spec-R, ambos con la variante «Aero» con mayores alerones y faldones.
El Nissan Silvia S15 solo se vendió en Japón, Australia y Nueva Zelanda.

### Variantes

#### Spec-R
El Spec-R se diferencia de las versiones anteriores en el cambio manual de 6 marchas y la transmisión automática de 4 velocidades. El Spec-R también incluye una mejora de suspensión, mayores barras de jaula antivuelco y una barra antitorsión.

#### Spec-S
El Spec-S tenía una transmisión manual de 5 velocidades (además del de 4 vel. auto. disponible para la Spec-S y la Spec-R).

#### Silvia Varietta
En Japón, Nissan ofreció una variante de techo rígido retráctil, llamada Varietta. El Varietta se construyó con Autech basado en el Spec-S, con el mismo motor atmosférico, con elección de transmisión manual de 5 velocidades o automática de 4 marchas. Esta versión es muy poco común, solo se produjeron 1.143 unidades en todo el mundo.
| Bandera de Japón |

| Bandera de Japón |